# 彭貴人 (南朝陳宣帝)
彭氏（6世纪—579年），南北朝末年人，南朝陳宣帝陳顼的妃子，封貴人。生皇次子始興王陳叔陵。
彭氏的生年没有记载，她是陳顼少年時的妾，梁承聖年間（約553年），陳霸先以討破侯景受上賞，其侄陳顼得封直閣將軍，任職江陵，彭氏適于此時生下了兒子，因取名陳叔陵。江陵陷落，陳顼退入關右，陳叔陵依然留在襄城，彭氏很可能和兒子在一起。天嘉三年（562年），陳顼被扣作人質的家眷們才來到陳朝。彭氏封為貴人（高級妃嬪）。
太建十一年，彭貴人薨，陳叔陵上書要求把母親葬在梅嶺。結果是挖了東晉名相謝安的墳墓，拋屍荒野，把彭氏葬了進去。太建十四年（582年），陳叔陵謀殺皇兄陳叔寶未遂，被殺，彭氏的墳墓和廟宇也被毀去，墳地還給了謝家。